# Microbiologia celular

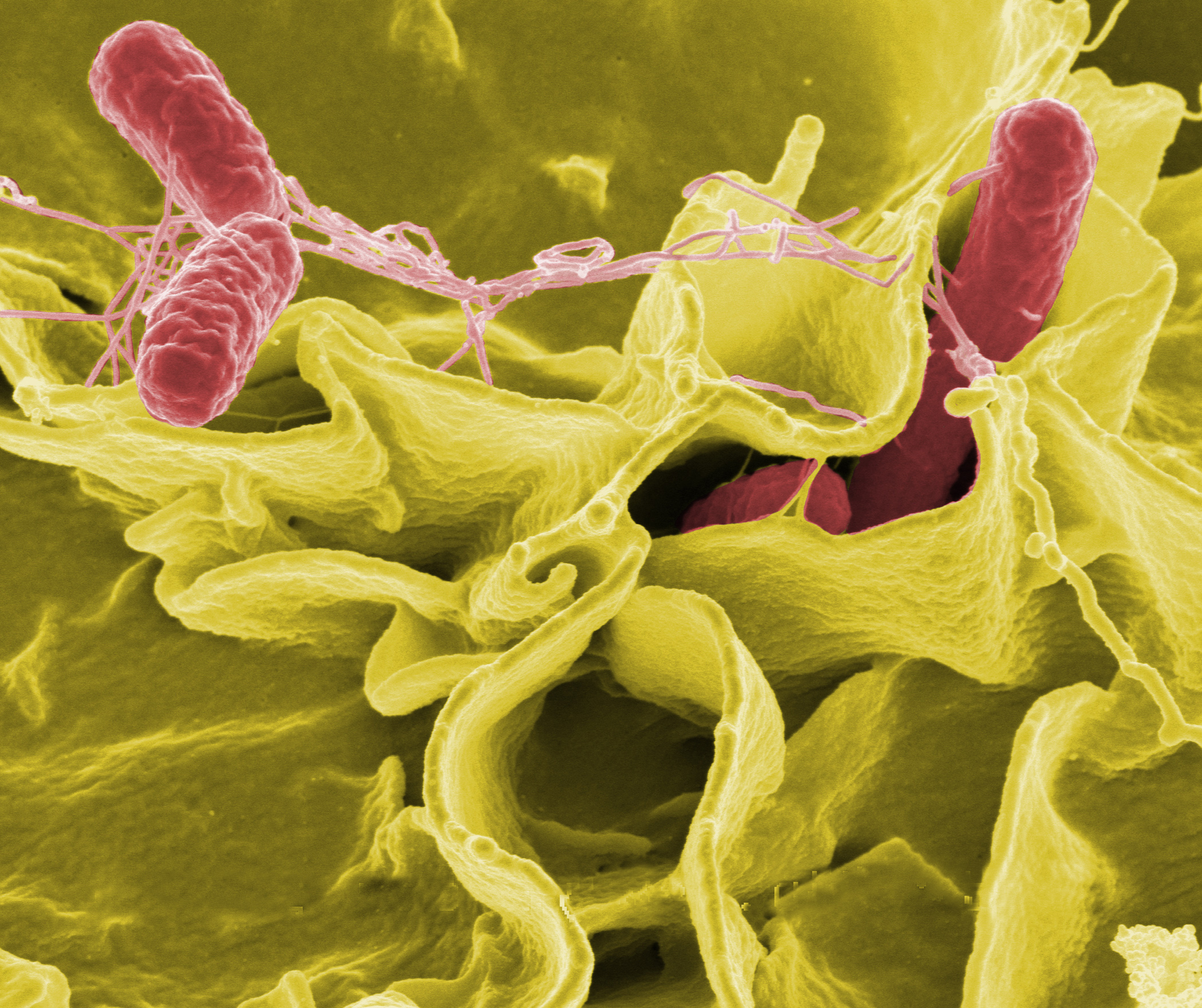
Bactérias Salmonella (vermelhas) invadem células humanas cultivadas

A microbiologia celular é uma disciplina que faz a ponte entre a microbiologia e a biologia celular.
O termo "microbiologia celular" foi cunhado pelos autores do livro de mesmo título publicado em 1996. A cooperação e a dependência mútua entre a microbiologia e a biologia celular aumentaram nos anos anteriores, e o surgimento de uma nova disciplina foi sugerido e discutido em várias conferências científicas.
A microbiologia celular tenta usar microrganismos patogênicos como ferramentas para pesquisas em biologia celular e empregar métodos de biologia celular para entender a patogenicidade dos microrganismos. Toxinas e fatores de virulência de micróbios têm sido usados há décadas para influenciar processos em células eucarióticas e estudá-los. Cada vez mais, parece que a aplicação de uma toxina purificada em uma célula nem sempre fornece o quadro completo e que entender o papel da toxina na patogenicidade, a maneira como a toxina promove o micróbio, a maneira como a toxina é produzida e a coevolução da toxina e de suas contrapartes na célula hospedeira é crucial.
Numerosos processos celulares eucarióticos foram esclarecidos usando "ferramentas" microbianas. Um assunto importante nesta categoria é o citoesqueleto. Muitos micróbios modificam e influenciam a síntese ou degradação do citoesqueleto da célula hospedeira, em particular a rede de actina. Micróbios intracelulares, como as bactérias Salmonella e Shigella, provocam a polimerização de actina em células hospedeiras que, de outra forma, não internalizariam micróbios (não fagócitos). Isso causa a formação de projeções que acabam engolfando as bactérias. Bactérias como Yersinia inibem a polimerização da actina nos fagócitos, impedindo assim sua captação. A microbiologia celular tenta entender esses processos e como eles promovem a infecção. Outros processos eucarióticos que os micróbios influenciam e que são pesquisados usando micróbios são a transdução de sinal, o metabolismo, o tráfego de vesículas, o ciclo celular e a regulação transcricional, para citar apenas alguns.
Recentemente, o campo da Microbiologia Celular foi expandido para incorporar a investigação da biologia celular dos próprios micróbios. "O campo da microbiologia celular é uma fusão de dois campos: microbiologia molecular e biologia celular", afirmou o professor Jacek Hawiger, presidente do departamento de Microbiologia e Imunologia da Universidade Vanderbilt. Particularmente no caso de células bacterianas, novas tecnologias estão começando a ser usadas para revelar um alto nível de organização dentro das próprias células bacterianas. Por exemplo, a microscopia de fluorescência de alta resolução e a microscopia de força atómica estão ambas a ser utilizadas para mostrar o quão sofisticadas são as células bacterianas.